# Kennedy Winston
Kennedy Lawrence Winston (Prichard, Alabama, Estados Unidos, 29 de julio de 1984) es un exjugador de baloncesto estadounidense. Mide 1,98 metros y ocupaba la posición de alero.

## Trayectoria
Empezó a jugar al baloncesto en el Mattie T. Blount High School de su localidad natal. Posteriormente jugó tres temporadas en la  Universidad de Alabama. En 2004 y 2005 fue elegido en el primer equipo ideal de la Southeastern Conference, y en el segundo de ellos fue elegido MVP, año en el que su equipo llegó al Elite Eight.
El 28 de septiembre de 2005 firmó por los Memphis Grizzlies de la NBA como agente libre, aunque fue despedido el 25 de noviembre sin haber debutado y fue contratado por el Club Baloncesto Gran Canaria de España para sustituir a Adam Harrington. En junio de 2006 participó en la liga de verano organizada por los New Jersey Nets en Orlando.
Para la temporada 2006-07 firmó por el Panionios BC de Atenas. Esa temporada disputó los All Star de la HEBA y de la FIBA Eurocup de 2007 y promedió 14,9 puntos en liga y 14,3 en la Eurocup. La temporada siguiente jugó en el Panathinaikos BC, con el que ganó la Liga y la Copa.
En 2008 fue contratado por el Türk Telekom B. K. de Ankara, pero en febrero de 2009 fichó por el Real Madrid para sustituir a Quinton Hosley. Tras un discreto final de campaña con el conjunto blanco, en el verano de 2009 firma un contrato por la Virtus Roma de la LEGA italiana.
En la temporada 2009-2010 juega en la liga italiana, más concretamente en la Lottomatica de Roma donde firma una media de 13,4 puntos y casi 4 rebotes por partido. En la temporada siguiente llega a un acuerdo con el Power Electronics de Valencia, pero le descarta por un problema en la rodilla izquierda, derivado de una intervención realizada seis años antes. Pero está lesión nos es inconveniente para que la Virtus de Bolonia, le firme un contrato justo unos días después.

## Clubes
- Mattie T. Blount High School
- Universidad de Alabama (NCAA): 2002-2005
- Club Baloncesto Gran Canaria (ACB): 2005-2006
- Panionios BC (HEBA): 2006-2007
- Panathinaikos BC (HEBA): 2007-2008
- Türk Telekom B.K. (TBL): 2008-2009
- Real Madrid (Liga ACB): 2009
- Virtus Roma (LEGA): 2009-2010
- Granarolo Bolonia (LEGA): 2010-2011
- Telenet Oostende (BLB): 2011-2012
- BCM Gravelines (LNB): 2012-2013
- Amchit Club (LBL): 2013
- Olympique d'Antibes Juan-les-Pins (LNB): 2013-2014
- Halcones Xalapa (LNBP): 2014
- Club Malvín (LUB): 2014- 2015
- Guaiqueríes de Margarita (LPBV): 2015
- Club Malvín (LUB): 2015- 2016
- Club Atlético Peñarol: 2016

## Palmarés
- A1 Ethniki 2008
- Copa de baloncesto de Grecia 2007
- Liga Uruguaya de Básquetbol 2015